# Thergothon
Thergothon var ett finländskt doom metalband från S:t Karins. Tillsammans med norska Funeral är de antagligen de främsta upphovsmännen till genren funeral doom metal. Genrebeteckningen är som synes taget efter bandet Funeral. 1991 släppte Thergothon sin första demo Fhtagn nagh Yog-Sothoth, men kallas även för (Defilis Emphis).